# خردل (سرده)
خردل (سرده) (نام علمی: Sinapis) نام یک سرده از تیره شب‌بویان است.